# Taishet
Taishet (del ruso: Тайшет) es una ciudad del óblast de Irkutsk, en Rusia, centro administrativo del raión homónimo. Está situada a orillas del río Biriusa, a 680 km al noroeste de Irkutsk. Tenía 36.546 habitantes en 2009.

## Historia

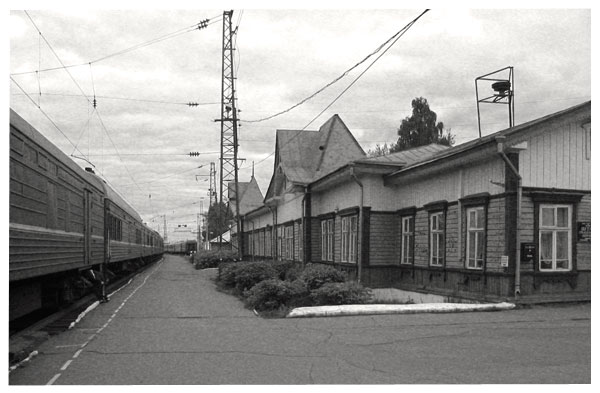
Antigua estación de ferrocarril

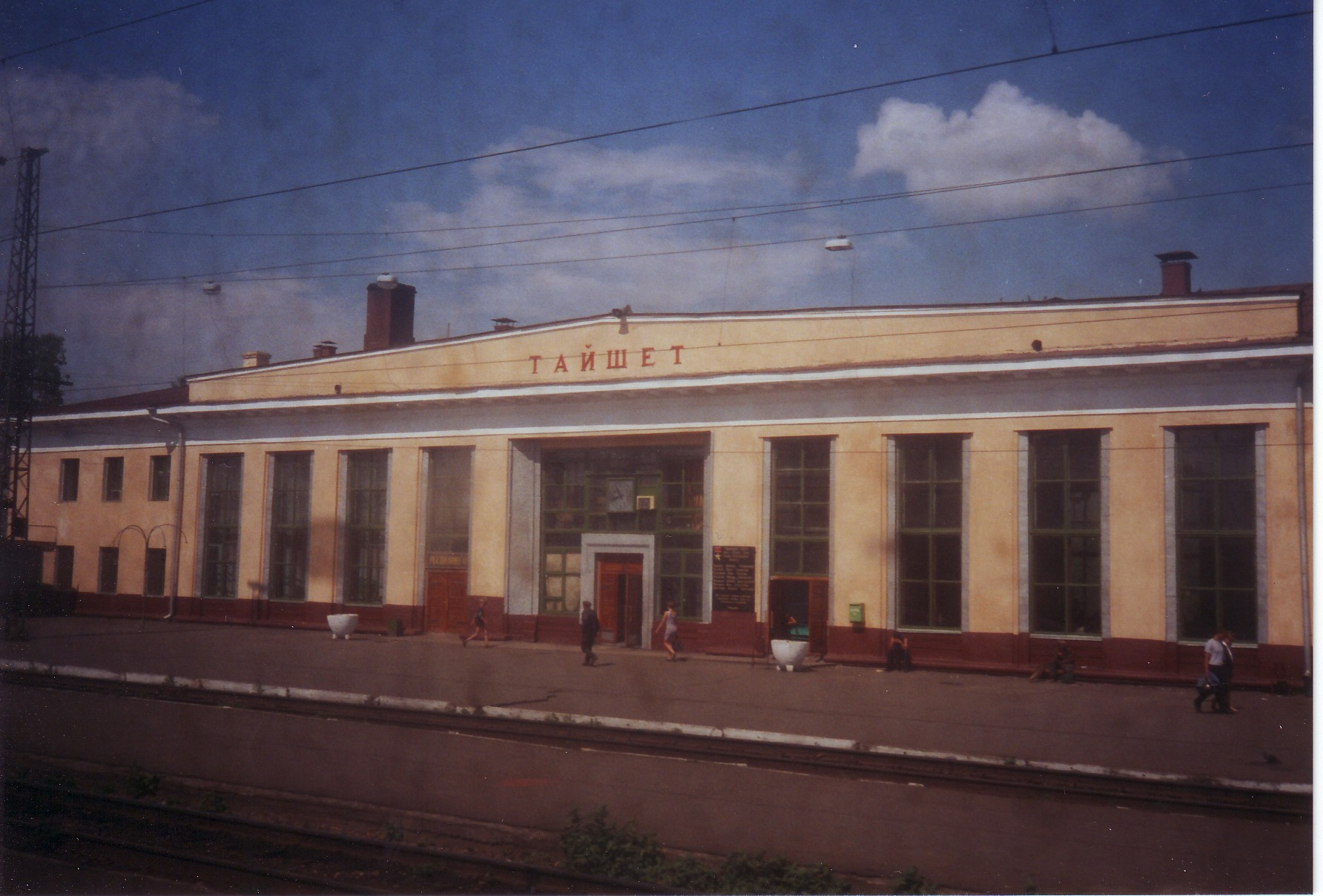
Estación antes de la reconstrucción.

Taishet fue fundada en 1897 como un punto de suministros y estación del ferrocarril Transiberiano en su kilómetro 4.515, unos 680 km al noroeste de Irkutsk y unos 400 km al este de Krasnoyarsk. En 1904 se construyó un depósito para el ferrocarril. La ciudad recibió estatus de ciudad en 1938.
Durante el periodo entre la década de 1930 y la de 1950, Taishet era centro administrativo de los campos de GULAG Oserlag y Angarstrói. La construcción de la primera sección del ferrocarril Baikal-Amur se inició en 1937 y se dirigió desde aquí. Juntamente con los prisioneros japoneses del ejército de Kwantung, los alemanes formaban el grueso del contingente de trabajadores. Estos últimos serían repatriados en otoño de 1955 tras la visita del canciller de Alemania Federal Konrad Adenauer a Moscú.

## Demografía
| 1939   | 1959   | 1970   | 1979   | 1989   | 1992   | 2002   | 2008   |
| ------ | ------ | ------ | ------ | ------ | ------ | ------ | ------ |
| 11 700 | 33 500 | 34 200 | 38 200 | 42 400 | 43 000 | 38 535 | 36 880 |

## Economía y transporte
El grupo de aluminio ruso RUSAL construyó una fundición de aluminio en Taishet, con una capacidad de 450.000 toneladas por año. La fábrica comenzó a funcionar en noviembre de 2009.
Taishet es un cruce ferroviario entre el Transiberiano y el Baikal-Amur. Es igualmente el punto de partida del oleoducto Siberia Oriental-Océano Pacífico.

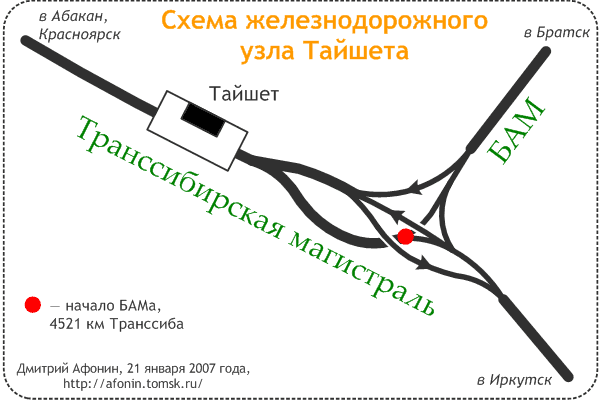
Esquema del cruce ferroviario.